# Skutskär
Skutskär je město a obec v kraji Uppsala ve Švédsku, přičemž malá část obce zasahuje i do kraje Gävleborg. Rozkládá u ústí řeky Dalälven do Botnického zálivu. V roce 2015 ve městě žilo 6279 obyvatel.

## Dějiny
První záznam o městě pochází z roku 1741. Původní sídlo stálo jižně a jihovýchodně od dnešní průmyslové lokality.